# سیارک ۹۳۲۱
سیارک ۹۳۲۱ (به انگلیسی: 9321 Alexkonopliv، نامگذاری:1989AK) نه هزار و سیصد و بیست و یکمین سیارک کشف شده‌است که در ۵ ژانویه ۱۹۸۹ کشف شد.